# Liste de poissons d'avril
Pour un article plus général, voir poisson d'avril.
Cette page recense différents poissons d'avril qui ont été faits, depuis 1957.

## 1957
- La BBC diffuse, dans le cadre de son émission d'actualités hebdomadaire Panorama, un reportage de trois minutes sur la culture de l'arbre à spaghetti, dans le canton du Tessin, en Suisse.

## 1970 (approximativement)
- France Inter annonce que la tour Montparnasse est trop haute pour les règlements d'urbanisme et qu'elle devra donc voir ses derniers étages supprimés.

## 1972
- Sur Antenne 2, le ministre de la santé de l'époque annonce qu'il est désormais interdit de fumer dans les lieux publics[1]. Ce canular devient réalité 35 ans plus tard, le 1er février 2007 dans les entreprises, les administrations, les établissements scolaires et de santé et le 1er janvier 2008 dans les cafés, hôtels, restaurants, discothèques et casinos.
- France Inter annonce qu'à la suite de l'arrivée du Royaume-Uni dans la CEE, la circulation routière se fera à gauche en France.

## 1978
- Ken Woolner de l'université de Waterloo publie son poisson sur un certain Claude Litre, qui justifierait la capitalisation du « l » pour le litre, dans le bulletin de CHEM 13 New d'avril 1978.

## 1980
- La BBC rapporte qu'il est envisagé de remplacer l'horloge de Big Ben par une horloge digitale[2].

## 1986
- Le journal télévisé français annonce aux téléspectateurs que l'on va déplacer la Tour Eiffel car la Seine la fait bouger. Malgré des démentis nombreux dévoilant la farce, beaucoup furent persuadés de la véracité de cette information.

## 1987
- Des sosies de Margaret Thatcher et de Mikhaïl Gorbatchev font croire à une romance entre les deux, lors du voyage de la première à Moscou le 2 avril[3].

## 1994
- L'émission Thalassa diffuse un reportage sur la fabrication artisanale de pipes en écume[4].

## 2000
- Le Dessous des cartes diffuse le numéro du 1er avril 3000. L'animateur explique les évolutions de la terre au cours de ces mille dernières années.

## 2002

### À la radio
- Sur B.F.M., Pierre Rosenberg présente une Nature morte à la carpe de Georges de La Tour[5].

## 2004

### À la télévision
- Arte diffuse un documentaire appelé "Opération Lune" démontrant que les premiers pas sur la lune n'étaient qu'une mise en scène pour faire oublier l’échec de la mission Apollo 11.

## 2005
- La SNCF met à contribution Simone Hérault, la voix officielle des annonces sur les quais de gare, pour enregistrer des fausses annonces humoristiques[6].
- Le magazine Air et Cosmos publie un dossier complet sur la version militaire de l'A380 : l'A380 MRTB (MultiRole Transport Bombardier)[7].

## 2006
- La Dernière Heure déclare que Sergio Conceição, joueur du Standard de Liège attendant d'être condamné pour avoir craché à la figure d'un adversaire, a été condamné à un travail d'intérêt général au Monde Sauvage d'Aywaille, un parc animalier : il devra s'occuper des lamas, connus pour cracher quand ils ne sont pas contents[8].
- La RTBF, l'équipe de Génies en herbe, une émission où s'affrontent deux équipes de 4 étudiants issues de deux écoles secondaires différentes, l'équipe de production a tout fait pour saboter l'émission avec la complicité des participants et du public afin de piéger les deux présentateurs[9].
- Jean-Pierre Coffe consacre son émission Ça se bouffe pas, ça se mange, sur France Inter à la sortie d'un nouveau type de vin : le vin bleu.

## 2007
- Le groupe Nightwish annonce un faux 6e album, Harder, Faster Nightwish.

## 2008

### Sur Internet
- Google fait croire qu'il s'est engagé avec Virgin Mobile pour aller sur Mars[10].
- Rue89 publie un article annonçant une mission de sauvegarde du point-virgule lancée par Nicolas Sarkozy[11].
- Écrans, le site web du journal Libération, consacre sa rubrique « Site du jour » à l'arrivée d'un nouveau moteur de recherche : Google[12].
- Le site d'Ouest-France, maville.com, annonce une opération visant à assainir et colorer l'eau de la Vilaine à hauteur de Rennes à l'aide de huit filtres géants[13].
- Blizzard annonce une nouvelle classe de héros pour la prochaine extension de son jeu phare World of Warcraft. Ce personnage, le barde, se jouerait comme dans Guitar Hero, autre jeu phare de la nouvelle entité Activision-Blizzard[14].
- Le site Internet du magazine Entrevue annonce le recrutement de Cindy Sander dans l'émission Le Grand Journal de Canal+ en tant que chroniqueuse[15].
- Teto Kasane est annoncé comme Vocaloid 04 après Miku, Rin et Len. Considérée dans les trolls comme une fausse Vocaloid, le numéro change en 0401, ce qui correspond à sa date de sortie, le 1er avril.

### À la télévision
- La RTBF annonce la réintroduction de l'ours dans les forêts ardennaises, notamment dans la région d'Andenne et de Neufchâteau[16].
- Dans le contexte communautaire tendu en Belgique, RTL-TVI annonce que certaines communes en Flandre couperont les communications téléphoniques faites en français. Cette fausse information paraît quelques jours après l'interdiction émise par une commune de fréquenter les jardins d'enfants pour les non néerlandophones pour des motifs de sécurité (perçu par les francophones comme une provocation de plus). Le poisson d'avril est donc aussi un signal aux Flamands[17].
- L'émission Des chiffres et des lettres, présentée faussement comme « en directe » (sic) est perturbée durant ses 30 minutes par une série d'incidents : animateur arrivé en retard, chaises trop hautes, alarme, panne d'électricité, doute des animateurs sur l'orthographe de mots courants, tirage impossible (1-1-1-1-1-1 pour trouver 999). Le duel du milieu de l’émission consistait d'ailleurs à trouver le nom d'un nouveau poisson apparu récemment. L'animateur annonce à la fin qu'il s'agissait d'une fausse émission.

### À la radio
- Le journal du matin de France Inter annonce que Jean-Marie Bigard a été choisi pour une résidence à la villa Médicis, où il inaugurera un atelier de réflexion sur le sketch[18].

### Dans la presse
- L'Alsace-Le Pays montre un reportage sur le foie gras de cigognes.
- Le Journal de l'île de La Réunion annonce qu’une fissure s’est ouverte au sommet du piton des Neiges le 31 mars 2008 à 23 h 50, faisant jaillir une importante fontaine de lave, alors que le volcan est inactif depuis 12 000 ans[19]. L’article prétend que les hôtes du gîte de la caverne Dufour ont dû être évacués par hélicoptère et que ce réveil du piton des Neiges pourrait être le signe précurseur de l’émergence d’une nouvelle île-volcan à proximité immédiate de La Réunion[19].

## 2009

### SNCF
- La compagnie ferroviaire utilise la voix d'Homer Simpson dans les gares, avec des phrases humoristiques[20].

### Sur Internet
- Le blog France.blog.info annonce la reconstruction de l'abbaye de Cluny[21].
- Le site YouTube affiche les vidéos à l'envers[22].
- Microsoft annonce Alpine Legend, un jeu vidéo de rythme qui se joue à l'aide d'un cor des Alpes en plastique[23].
- The Economist annonce l'ouverture d'un parc d'attraction, l'Econoland[24].
- Le site le Journal du Geek est le Journal du Grec. Il affiche ainsi trois pages d'articles sur la Grèce[25].
- Le site Techno-Science.net publie un article sur la fibre de carbone organique[26].
- Le site Clubic annonce le téléchargement de sandwich[27].
- Le blog Oseox.fr dit que Google annonce officiellement via Matt Cutts l'amélioration du Trust Rank via la réservation d'un nom de domaine « .tel »[28].
- Jean-Marc Morandini a annoncé sur son blog et dans son émission, le retour sur TF1 de l'émission de jeunesse Club Dorothée. Jean-Luc Azoulay, l'ex-producteur de l'émission, a été complice de ce canular[29].
- La vidéo-farce sur l'Hotelicopter, classée par le Times dans ses 10 meilleurs poissons d'avril, en lui attribuant la note 10/10.

### À la télévision
- Estelle Denis présente un reportage bidon dans 100 % Mag sur M6 : elle annonce qu'un éleveur français aurait fait atteindre à ses cochons 500 kg, à l'aide d'hormones. À la fin de l'émission, Estelle Denis annonce que c'était un poisson d'avril[30].
- David Pujadas, dans le journal de 20 heures de France 2, présente un reportage à propos des éoliennes qui ralentissent la rotation de notre planète[31].
- Michel Cymes (qui avait fait un 1er poisson d'avril quelques jours avant en faisant croire qu'il allait jouer dans la série américaine Dr House[32]) et Marina Carrère d'Encausse annoncent dans l’émission « Le Magazine de la Santé » sur France 5 la mise au point d’un carburant à base de graisse humaine issue de liposuccions[33].
- La RTBF présente un faux reportage avec la complicité de Jean-Pascal van Ypersele, un scientifique réputé et auteur du GIEC. L'UCL aurait mis au point un nouveau bio-carburant, le bovinol, à base du méthane produit par les bovins. Une expérience de collecte aurait déjà eu lieu dans une ferme wallonne et la STIB aurait équipé un bus pour rouler au pet de vache[34].

### À la radio
- France Inter annonce l'installation du prochain circuit de Formule 1 dans le quartier de La Défense près de Paris[35].

## 2010

### Sur Internet
- Le site du Ministère français de la Défense annonce que la Marine nationale va utiliser des poulpes pour ses forces spéciales[36].
- Le site du Ministère français du travail annonce que son site sera remplacé par son compte twitter[37].
- Le site de YouTube qui propose aux utilisateurs de visionner des vidéos en format « texte » : autrement dit, les graphismes sont remplacés par des lettres et des nombres, afin de faire faire des économies au site.
- Google annonce avoir changé de nom pour Topeka[38].
- Google (ou Topeka) annonce le lancement d'un traducteur pour animaux[39].
- Google Street View propose de regarder les rues en 3D[40].
- l'Équipe TV annonce qu'Emmanuel Petit est le nouveau sélectionneur de l'équipe de France de football.
- Le minitel arrive sur les téléphones portables Blackberry, canular lancé par le magasin internet technoscience[41].
- Zinédine Zidane épaulerait Raymond Domenech d'après le site football365[42].
- Tuxboard annonce la démission du président de la République Nicolas Sarkozy[43].
- Le Point : Obama confie à Sarkozy avoir les preuves de l’existence des extra-terrestres[44].
- Le Journal du Net : Google en France c'est fini ; Google bientôt remplacé par le chinois Baidu ; ainsi que d'autres infos du même acabit : Xavier Niel à la recherche des sociétés dont il est actionnaire[45].
- Le site MiamZ fait une publicité pour Le Petit Singly, un fromage au lait maternel[46].

### À la télévision
- « Bonjour docteur » sur France 5, sous couvert du chef d'urologie de Necker, présente une découverte mondiale, la création de testicule à partir de testicule existant suivie d'une greffe, sans avoir retiré les autres testicules[47].
- David Pujadas, dans le journal de 20 heures de France 2, présente un reportage à propos des séismes qui modifient le rythme des saisons[48].

### À la radio
- L'émission scientifique Impatience de la Radio Suisse Romande présente un reportage sur la production d'énergie renouvelable par oiseau buveur géant[49].

### Dans la presse
- Science et Vie Junior annonce la coupure mondiale d'internet le 5 mai 2010[50].

## 2011

### À la radio
- France Bleu annonce que Valérie Damidot sera un personnage récurrent de la saison 8 de Desperate Housewives.
- France Info annonce que Kate Middleton et William de Galles effectueront leur voyage de noces dans le Périgord.
- France inter annonce la mise en place d'une « taxe méthane » concernant les rejets des bovins, avec installation d'un compteur de méthane sur chaque animal.

### À la télévision
- BFM TV annonce que Nicolas Hulot ne se présentera pas à l'élection présidentielle de 2012[51].
- 100 % Mag sur M6, Deux faux reportages : l'un traitant du développement d'une application smartphone pour comprendre les bébés, l'autre pour annoncer Katie Holmes dans le rôle d'Évelyne Thomas sur un film sur… Évelyne Thomas.
- Trois jeux télévisés de France 3 (Questions pour un champion, Slam, et Des chiffres et des lettres) se sont échangé leurs animateurs.
- Planète+ diffuse le faux documentaire Homo orcus - Une seconde humanité[52].

### Dans la presse
- Science et Vie Junior lance son traditionnel poisson d'avril, en publiant un faux article traitant d'une apparition mystique sur une tablette d'iPad.
- L'Équipe annonce que le judoka Teddy Riner abandonne le Judo pour le Rugby, et s'est engagé avec le RC Toulon[53].
- L'Alsace-Le Pays annonce que le Lido a été racheté par le Royal Palace de Kirrwiller.
- Midi libre annonce la construction d'un pont sur l'étang de Thau[54].
- Presse-Océan déplore le vol de la grue Titan de l'Île de Nantes[55].

### Sur Internet
- Le groupe LDLC.com ouvre une page « Le Dieu de la Carpe » où il propose divers produits en reprenant le mot « carpe » (Carpe graphique, Carpe mère…)[56].
- Jeuxvideo.com annonce que le ministre de l'éducation Nationale, Luc Chatel aimerait voir les jeux vidéo comme une épreuve de baccalauréat en 2012[57].
- Yahoo! annonce que Catherine Middleton ne supporte plus la pression des préparatifs de son mariage et rompt ses fiançailles avec le prince William de Galles[58].
- Le site Basketusa.com annonce que Liliane Bettencourt rachète les Hornets (franchise NBA de la Nouvelle Orléans)[59].
- Télé-loisirs.fr annonce que Charlotte Le Bon, actuelle miss météo de Canal+, sera la prochaine James Bond girl du 23e opus de la saga[60].
- Le site internet de Metro annonce la fin de Facebook à la suite d'une décision de la Cour suprême des États-Unis[61].
- YouTube propose son Top 5 des vidéos virales de 1911[62].
- danstonchat.com annonce un retour à l'ancienne version du site, Bashfr.org[63].
- Le studio de jeu vidéo Blizzard annonce quatre nouvelles features :
  - Crabbie l'assistant Donjon pour World of Warcraft[64] ;
  - La Tombe des ténèbres éternelles, un nouveau donjon pour World of Warcraft[65] ;
  - Une application Iphone : « le Cube Horadrique »[66],
  - Starcraft Motion Overdrive, Starcraft adapté pour être joué sur Xbox Kinect[67].
- Dailymotion propose l'accès à l'administration de la page d'accueil[68].
- Le bike park du Lac Blanc annonce la fermeture de ce dernier à la suite de la découverte d'un couple de Tétras des Vosges en bordure de piste.
- Le site internet NSMB annonce la fabrication d'un VTT de descente à usage unique par Specialized[69].
- Les distributions Linux : Debian, openSUSE, Arch Linux, Grml et Gentoo ont annoncé qu'elles s'unissaient pour concurrencer Windows et Mac OS en formant le projet Canterbury[70],[71]. Les sites des différentes distributions arboraient le 1er avril au matin la même page d'accueil[72] aux couleurs du projet.
- Ankama annonce la sortie dans son MMORPG DOFUS la sortie de la race des Percepteurs (alors que les Percepteurs sont réservés à la collecte de ressources pour une guilde sur un repère donné).
- Le site Linuxfr annonce la sortie de GNU/Hurd 0.401 et la possibilité de tester le système grâce à un live CD[73].
- Le site Marmiton annonce sa gamme de plats cuisinés fait à partir des recettes des internautes[74].
- Le site PlayOnLinux annonce la sortie de PlayOnWindows ayant pour but de faire fonctionner des applications Windows, sous Windows à l'aide de Wine[75].
- Le site de Ouest-France maville.com annonce que la municipalité de Rennes ouvre certaines des pelouses des jardins publics aux nudistes.
- Le site Maville.com annonce que le Tour de France 2011 dont le départ se fera sur la presqu'île de Noirmoutier se fera à pédalo.
- Le site Maville.com annonce que le Conseil général des Côtes-d'Armor a pris la décision de rendre obligatoire le port du maillot de bain et l'interdiction du port du caleçon sur les plages du département : « comme cela se fait actuellement dans les piscines par mesure de salubrité publique ».
- Le site PS3GEN.fr annonce l'ouverture de Babesgen.fr.
- Le jeu en ligne « League of Legends » poste une fausse vidéo révélant les capacités très particulières de son nouveau champion (Lee Sin).

## 2012

### À la radio
- France Inter : Dans le journal de 10 h, un reportage est diffusé dans lequel on apprendrait que Marseille, à la manière d'Hollywood, a décidé d'avoir des « lettres géantes visibles à 30 km » indiquant le nom de la ville. Le principal défi serait de « résister au Mistral » et la première illumination prévue le 1er mai.

### À la télévision
- M6 déclare, dans son émission dominicale Turbo, avoir testé une technique permettant d'acheter son essence gratuitement. Pour ce faire, il faudrait taper un certain code pour que le compte ne soit pas débité.
- Karambolage indique la semaine suivante que le plan de sa devinette n'était ni en France, ni en Allemagne.

### Dans la presse
- Science et Vie Junior publie un article sur la relation entre la mastication de chewing-gum et l'augmentation du QI.
- L'Union de la Marne annonce qu'après une bataille juridique, la Chine pourra faire du Champagne (article par Frisco Goujon). Le journal annonce également que, pour compenser la fermeture de la base aérienne 112, le ministère de la Défense a décidé d'installer une base de la marine à Reims et qu'un sous-marin est chargé d'une mission de reconnaissance dans le canal cette après-midi (article par Inès Turgeon).
- La Recherche annonce la découverte de trois nouvelles espèces de rhinogrades[76].

### Sur Internet
- France-blog.info annonce une réduction de 50 % dans les transports publics en France et en Allemagne pour les élèves qui apprennent la langue du voisin[77].
- Parti pirate en Alsace : Un Pavillon Noir sur la Cathédrale de Strasbourg[78].
- Arrêt sur Images publie un article (2 jours trop tôt) sur un journaliste français qui aurait enfin compris son métier[79].
- Google annonce la création de Google Maps 8bits[80].
- Infoclimat.fr annonce le rachat du site par Vivendi International (société mère de SFR et Canal+) et propose des forfaits météo à 39,90 €.
- L'extension pour Mozilla Firefox « Adblock Plus » ayant pour objectif de supprimer les publicités remplace celles-ci par des images de chats.
- Msn annonce le retour dans le tennis de Yannick Noah pour Roland Garros 2012[81].
- Yahoo annonce que le droit de vote deviendrait payant en France[82].
- YouTube annonce que l'intégralité du contenu du site est disponible en « Youtube Collection » : collection de DVD que n'importe quel client peut lire à la maison sans connexion internet[83].
- Sony dévoile l'ordinateur portable le plus petit au monde : le Vaio Q[84].
- Le site La Tribune de l'art annonce que La Joconde est de Michel Ange[85].
- Le site VDM propose de poster des « VDB » (vie de bonheur) reprenant les « VDM » les plus populaires[86].
- Le site LDLC présente une nouvelle offre : Protéger son matériel grâce au Bunker LDLC pour la fin du monde[87].
- Rue89 annonce avoir retrouvé l'agriculteur victime du « Casse-toi, pauv' con ! » de Nicolas Sarkozy au Salon de l'agriculture en 2008[88].
- Dailymotion propose une vidéo de vous avec un titre choc lors de votre connexion sur Facebook[89].
- Le Rugby Club Toulonnais annonce que la sanction de 60 jours de suspension contre Bernard Laporte est commuée en 60 coups de bâton[90].
- Le site Business Montres & Joaillerie dévoile une découverte historique dans un manuscrit inédit d'Abraham Louis Breguet : c'est bien le Révérend Père jésuite Pierre Thuelle qui a inventé la montre automatique, dite perpétuelle[91]. Voir également Business Montres & Joaillerie du 2 avril[92].
- Google invente un mode multitâches qui fonctionne dans Chrome[93].
- La communauté de TASVideos.org réalise des speedruns de jeux vidéo avec des objectifs complètement décalés (mort la plus rapide, etc.) ou des speedruns de jeux vidéo non intéressants (jeux de coloriage…). Certaines furent admises parmi les vidéos officielles du site.
- Le site Voyages-Univers annonce que le candidat sortant aux élections présidentielles, Nicolas Sarkozy, veut terraformer la planète Vénus.

## 2013

### Sur Internet
- www.france-blog.info annonce qu'une commission d'experts travaille depuis quelques mois pour élaborer une nouvelle constitution pour la France et l'Allemagne sur la base de la Constitution de la Ve République et du Grundgesetz[94].
- Le site Bières et Plaisirs annonce que des chercheurs américains ont inventé une bière avec la mousse qui descend au fond du verre[95].
- Le site loup.org annonce que le collectif Anonymous change de masque, pour des masques… de loup[96].
- Dès le 31 mars, on découvre que Google offre une nouvelle version de Google Maps « Trésor » probablement pour un nouveau poisson d'avril après la version 8bits de l'année précédente.
- Google présente sa nouvelle fonctionnalité, Google Nose, permettant des recherches olfactives[97].
- Le site Culture Athle annonce un duel en marge du marathon de Paris entre 2 champions français : Christophe Lemaitre et Thomas Voeckler sur la distance de 100 mètres, à vélo pour Voeckler et en sprint pour Lemaitre, pour promouvoir la centième édition du Tour de France[98].
- Yahoo! France annonce de transfert de la présidence de la république française du palais de l'Élysée à Noisy-le-Grand[99].
- MSN annonce le rachat de la tour Eiffel par le Qatar[100].
- Spi0n annonce que la lune va servir d'écran publicitaire[101].
- LaToileScoute annonce la création d'un nouveau mouvement scout, les « Scouts et Geeks de France », avec une pédagogie orientée web/photo/vidéo[102].
- Twitter annonce que, désormais, pour utiliser les voyelles excepté le « y », il faudra payer 5 dollars par mois.
- Korben, site d'actualité geek et tech, annonce la fin du service YouTube[103].
- Le site La Tribune de l'art annonce son rachat par un grand groupe industriel, et sera désormais consacré à l'Art dentaire.
- Le site LDLC présente le lancement de leur Box quintuplay[104].
- Le site RTL-TVI annonce que William de Cambridge et Kate Middleton ne connaissent toujours pas le sexe de leur bébé à cause de la taille de ses oreilles qui rendent l’échographie difficile[105].
- Viedemerde.fr publie un livre de 14 000 pages avec toutes les VDM ayant été proposées, postées comme refusées, depuis sa création[106].
- Sony annonce vouloir vendre des toilettes connectées permettant d’analyser les selles à des fins publicitaires[107].

### Dans les médias
- Le site Rue89 publie un article relatant la censure d'une chronique de Valérie Trierweiler dans Paris Match. Selon l'article, cette chronique aurait porté sur l'effet du livre Cinquante nuances de Grey (Fifty Shades of Grey) dans sa vie intime[108].
- Julien Lepers, alias Henri, piège son collègue Cyril Féraud dans l'émission Slam.
- Les chroniqueurs de Touche pas à mon poste ! parodient plusieurs pubs, diffusées à l'antenne de D8[109].
- La chaîne belge RTBF publie un article concernant l'exil de Nicolas Sarkozy en Belgique[110].
- La marque Carambar annonce la fin des blagues inscrites au dos de leurs emballages pour les remplacer par des jeux éducatifs[111].

## 2014

### Sur Internet
- Samsung UK dévoile le Fli-Fy, petit routeur attaché sur des pigeons qui seront déployés dans Londres lors d’une phase pilote ; ceci permettant aux habitants de disposer d’une connexion Wi-Fi n’importe où.
- Le site Sarenza crée le site annexe Charenza, spécialisé dans les chaussures pour chats[112].
- Pablo Mira et Sébastien Liebus, cofondateurs du Gorafi, repris par de nombreux médias, annoncent que leur site devient un média sérieux s’apprêtant à entrer au capital de Libération aux côtés de Xavier Niel[113].
- Le site Maville.com révèle que les noms de 11,6 millions de visiteurs de sites pornographiques français ont été publiés par des hackers chinois.
- Le groupe Nokia affirme qu'il compte ressortir le Nokia 3310, sorti pour la première fois en 2000[114].
- Le Progrès informe qu'une nouvelle application, i-FastChef, permet de transformer l'IPad en plaque à induction[115].
- Metronews révèle que la NASA lance un nouveau programme, Euthanasa, permettant aux personnes en fin de vie d'accélérer le processus en testant certaines théories scientifiques, comme une expédition vers Mars, Mercure, Jupiter ou le Soleil ou encore l'exploration d’une comète[116].
- Yahoo! News annonce que la mairie de Paris a donné son accord pour remplacer la statue de Jeanne d'Arc par une autre, représentant Zlatan Ibrahimović[117].
- La marque LU annonce qu'elle met en vente les Brocolus, de nouveaux biscuits fourrés aux brocolis[118].
- Le magazine people Public annonce que Kim Kardashian vient d'être recrutée par le cabinet de Barack Obama pour être désormais associée au Département de la Santé et des Services sociaux des États-Unis[119]. Il annonce également que le couple formé de David et Victoria Beckham se sépare[120].
- Le site Athlemaniac annonce la reconversion de l'athlète Usain Bolt dans le football. Il aurait signé un contrat de 25 millions de dollars avec le club de Manchester United[121].
- Le Gorafi, site normalement parodique, publie un article sérieux[122].
- Mgr Charles Morerod, évêque de Lausanne, Genève et Fribourg, accompagné de ses auxiliaires, Mgrs Alain de Raemy et Pierre Farine, publie sur YouTube la bande-annonce du premier album de leur groupe Les Évêques. Le site La Côte.ch prétend alors ne pas savoir si les éventuels « bénéfices des ventes iront aux bonnes œuvres de l’évêché ou directement dans les comptes du Vatican. »[123]
- Google Maps lance une chasse mondiale aux Pokémon.
- La chaîne YouTube e-penser publie une vidéo sur l'inversion des pôles, qui provoquerait dans un futur proche une annulation temporaire de la gravité terrestre[124].

### Dans les médias
- D8 : les animateurs et personnalités de la chaîne parodient plusieurs pubs diffusées à l'antenne[125] ; Le Grand 8 est présenté par Cartman[126] et Cyril Hanouna annonce qu'il quitte la chaîne pour présenter Secret Story sur TF1[127].
- France Inter annonce dans son journal de 8 heures qu'en raison des coûts budgétaires qu'elle engendre, Anne Hidalgo, nouveau maire de Paris, a décidé de vendre la tour Eiffel au Qatar[128].
- L’édition de France 3 Lorraine publie un article annonçant la chute d’une météorite à Villey-Saint-Etienne. Un « crash » sur un véhicule, un « nuage de poussière », une « explosion » qui implique des risques chimiques et la panique de 1080 habitants[129].
- France Bleu annonce que les Rolling Stones organisent un concert gratuit le 5 juin à Caen, afin de participer à leur manière aux célébrations du 70e anniversaire du Débarquement[130].
- La RTBF révèle dans son émission Hep Taxi ! l'identité des membres du groupe Daft Punk qui s'avèrent être Salvatore Adamo et Michel Drucker[131].
- L'émission N'oubliez pas les paroles ! est renommée On a oublié les paroles ; les règles sont changés, les paroles modifiées. Cependant elle est diffusée le 24 mars dû au bouleversement des programmes, faisant suite à la suppression précipitée de L'Émission pour tous[132].
- Les chroniqueurs de Comment ça va bien ! piègent Stéphane Bern, croyant enregistrer l'émission du 7 avril, en faisant intervenir des comédiens, se faisant passer pour des coachs[133]. De même que dans l'émission Des chiffres et des lettres, les candidats sont remplacés par des acteurs[134].
- Le Vatican, à travers la revue catholique Credere, annonce qu'un faucon nommé Sylvia vient d'être « embauché » afin de protéger les colombes du pape, parfois attaquées par des corbeaux[135].
- L’American Physical Society annonce mettre en accès libre tous les articles écrits par des chats, comme celui de F.D.C. Willard[136].

## 2015

### À la radio
- Sur RTL, Julien Courbet est piégé par une partie de son équipe dans son émission Ça peut vous arriver : un auditeur (en fait un assistant) aurait oublié une valise dans un taxi, et la compagnie de taxis refuserait de lui rendre. Le directeur de cette compagnie de taxis est en fait Michel Drucker qui, contacté par téléphone, explique en direct qu'il collectionne les valises, révélant la supercherie.
- Sur Europe 1, Jean-Marc Morandini annonce que l'émission Adam recherche Ève, du 19 avril 2015, sera diffusée sans floutage, à l'occasion de la journée du naturisme.
- Sur Fun Radio, dans l'émission MIKL: No Limit, l'animateur Mikl est remplacé par JB pour cause de licenciement pour en fait reprendre son poste 1/2 heure plus tard.

### Dans les médias
- Sur Yahoo! News : le gouvernement annonce un projet de loi prévoyant une réforme territoriale majeure visant la suppression de plus de 27 000 communes françaises d'ici 2020[137].

### Sur Internet
- Uber annonce l'arrivée de Uberboat[138], un service de transport de bateau à Bangkok.
- OVH propose des initiations au code[139] pour les enfants des employés de la société.
- Materiel.net propose le premier système d'impression 3D à domicile[140].
- Parrot propose son nouveau drone, une soucoupe volante[141].
- Samsung propose le Galaxy Blade edge: Chef's Edition[142], il combine un phablet et un hachoir en diamant.
- Le CERN confirme l'existence de la force[143].
- LDLC propose la Chouquette experience[144], le premier magasin de pâtisseries High-Tech.
- Sur le site Decocuir, spécialiste du cuir, de la peau de Yéti a été proposée à la vente.
- Google Maps implémente un outil permettant de jouer à Pac-Man sur les routes et rues de la carte.
- Sur l'application Sports 365Scores : Nicolas Sarkozy est annoncé directeur sportif au PSG, étant « lassé de devoir passer ses journées auprès de Carla Bruni ». Dans l'annonce officielle il annonce sa première mesure : « Trouver un repreneur pour le vendangeur Cavani »[145].
- Politique : le Parti Pirate change de nom et devient le Parti Panda en Alsace[146].
- Sur le site VDM, toutes les anecdotes sont modifiées pour être en langage SMS.
- Sur le site E-net Business, connue dans le métier de l'e-réputation : Les noms de 100 000 Belges friands de vidéos pornographiques bientôt dévoilés à la suite d'un hacking. Ce poisson a été largement diffusé en Belgique francophone dont l'objectif était de sensibiliser le grand public à son image sur l'Internet[147].
- Youtube propose une icône permettant d'ajouter un extrait du titre Sandstorm de Darude à chacune de ses vidéos[148].
- Micromania annonce le tournage d'un film adapté du jeu vidéo Duke Nukem[149].

## 2016

### Dans les transports
- La RATP renomme treize stations du métro de Paris[150].

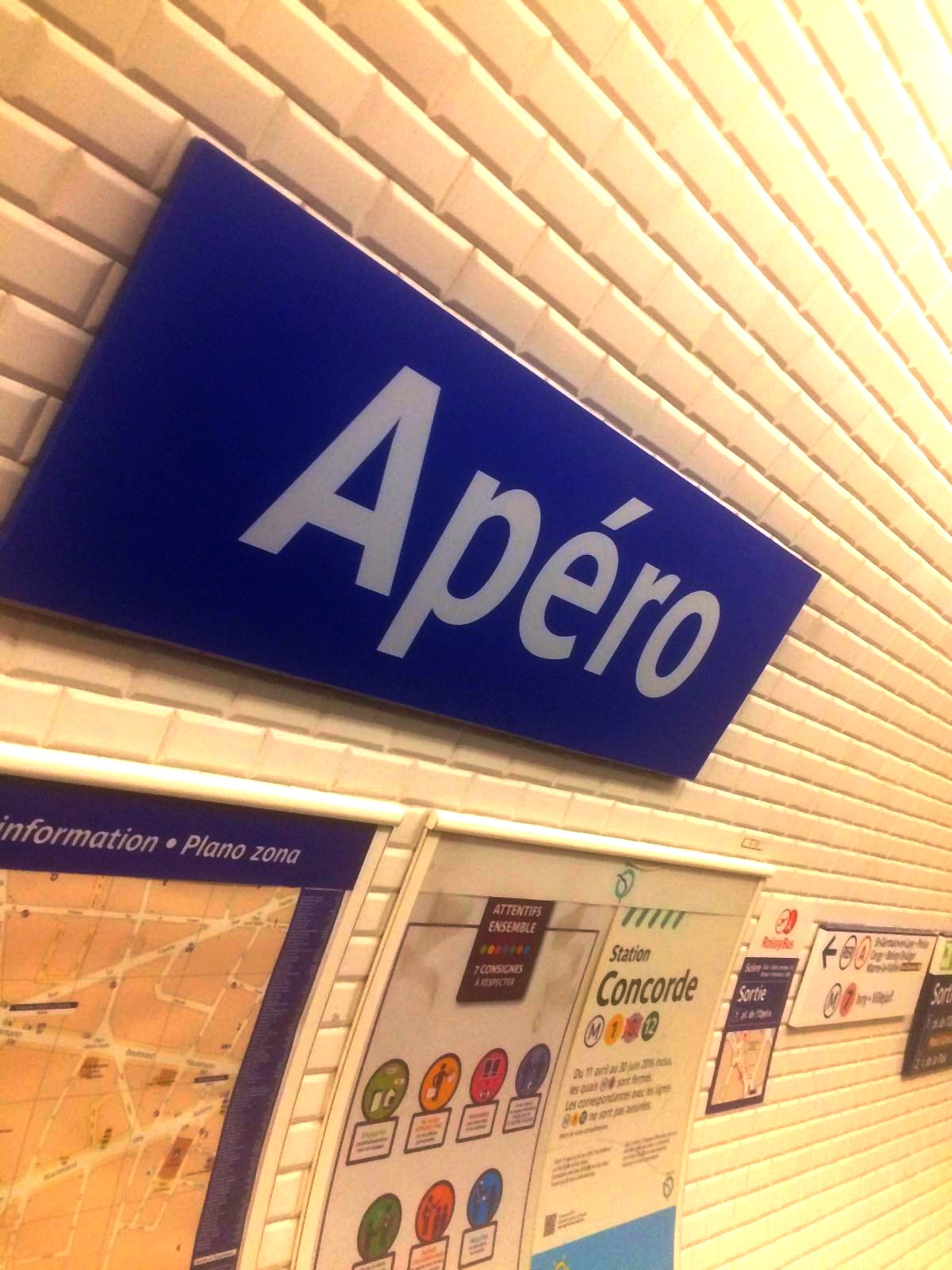
Changement du nom de la station Opéra du métro de Paris à l'occasion du 1er avril 2016.

### Dans les médias
- Le Quotidien du Médecin publie un article annonçant la poursuite en justice de l'acteur François Cluzet avec pour motif l'exercice illégal de la médecine, à la suite de son interprétation du rôle du docteur Werner dans le film Médecin de campagne.

### Sur Internet
- YouTube est entré en collaboration avec Snoop Dogg afin d'ajouter une nouvelle fonctionnalité appelée la "SnoopaVision". Elle permet de visionner toutes les vidéos dans un angle de 360°, où on pouvait y voir des personnes regardant la vidéo, dont Snoop Dogg. Mais comme cette fonction est encore en version bêta, elle ne sera activée sur les vidéos qu'à partir d'une date lointaine selon la vidéo choisie.
- Google sort une parodie des casques de réalité virtuelle avec le Google Cardboard Plastic, un casque entièrement fait en plastique transparent pour voir la réalité réelle (Actual Reality).
- Sur le site E-net Business, connue dans le métier de l'e-réputation en Belgique : Lancement d’une plate-forme d’échanges interactive de sous-vêtements. Une façon de faire l’acquisition de nouveaux dessous en parfait état sans débourser le moindre centime[151].
- Le site www.printic.fr propose une nouvelle formule d'impression photo : ses souvenirs de vacances sur du papier à manger, pour les déguster entre amis.

## 2017
- Le traiteur Fauchon, à Paris, crée et vend un éclair en édition limitée, orné d’un motif de carpe[152].
- La RATP agrémente 11 stations du métro parisien de rébus[153].

### Sur Internet
- Google présente le Google Gnome, une version de son assistant personnel intelligent Google Home ayant l'apparence d'un nain de jardin et conçue pour l'utilisation en extérieur[153],[154].
- Google France présente le Google Cheese Master, un produit capable de reconnaître les fromages jusqu'à connaitre la brebis qui a créé ce dernier[155],[156].
- Yahoo annonce la découverte d'une centenaire de 146 ans à Shkodër (Albanie)[157].
- Généanet annonce la création d'un casque 3D pour visiter son arbre généalogique[158].
- Le site web français linternaute.com truffe sa page d'accueil de fausses actualités[159].
- Le site Deco Cuir, spécialiste du cuir, a mis en vente une peau de chameau tannée selon des techniques ancestrales il y a près de 900 ans dans la médina de Fès.
- Amazon annonce Petlexa, une version de son assistant Alexa pour les animaux[160].
- Le site technic2radio.fr annonce la diffusion prochaine de NRJ sur 162 kHz, en remplacement de France Inter[161].

### Dans les médias
- En pleine campagne présidentielle, Philippe Poutou annonce son ralliement à Emmanuel Macron[162]. La section PCF de Lille a eu la même idée[163].
- Le journal La Libre Belgique annonce un déménagement à Uccle de François Fillon et sa famille en cas de défaite à l’élection présidentielle[164],[165].
- Le journal suisse 24 heures relate que les CFF envisagent d'installer des ceintures de sécurité dans les trains[166].
- Var-Matin annonce une convocation de l’astronaute Thomas Pesquet par les policiers de Toulon, après sa publication d’une photo de la rade[153].

## 2018

### Sur Internet
- Google annonce l'ajout d'un détecteur de mauvaises blagues dans son application Files Go[167].
- Wikipédia en français change sa page d'accueil en s'inspirant du Minitel avec un poisson en ASCII art dans le pied de page.
- Wikinews en français annonce que la mairie de Paris fera appel aux pousse-pousse pour pallier la grève des transports du 3 avril 2018.
- Wikivoyage en anglais propose sur sa page d'accueil comme destination du mois, d'aller en voyage sur Mars.
- L'entreprise suisse Qoqa annonce une montre pour contrôler les pigeons[168].
- Les sapeurs-pompiers de Paris proposent une nouvelle brigade intervenant en parachute[169].
- La gendarmerie du Rhône annonce que des aigles équipés de caméras surveilleront les infractions[169].
- Google ajoute Où est Charlie ? sur Google Maps.
- Disneyland Paris annonce que François Hollande devient le nouveau Président Directeur Général d'Euro Disney SCA en remplacement de Catherine Powell, et ce, à partir du 1er mai 2018[170].
- LDLC propose un nouveau service de paiement en un clac de doigts[171].

### Dans les médias
- Le Bien Public annonce l'aménagement d'un lac près de Dijon pour accueillir la zoothérapie avec des requins[169].

## 2020

### Sur Internet
- Message suivant diffusé par courriel ou messagerie instantanée : « Le confinement Coronavirus prolongé au moins jusqu'en décembre ‼ », accompagné du lien directnews.fr[172].
- Publication de l’environnement de bureau Knome : une fusion de KDE et GNOME[173].

### Dans la presse
- En première page de son numéro du 1er avril, Le Canard enchaîné met en gros titre : « Alerte Coronavirus - Par mesure de précaution, le 1er avril 2020 est reporté au 1er avril 2021 »[174].

## 2021

### Sur internet
- Le site de Stack Overflow indique limiter à trois fois par jour le nombre de copier-coller. Un clavier spécial copier-coller (réduit à 3 touches : StackOverflow, C et V) est disponible au prix de 89,99 $, afin de copier-coller du code autant de fois que l'on souhaite[175],[176],[177].

### Dans les médias
- Dans la chronique C'est une chanson dans le 13/14 de France Inter, une fausse interview d'Elizabeth II par Frédéric Pommier est diffusée ; le rôle de la reine du Royaume-Uni est joué par l'humoriste Sophia Aram[178].